# Микел Мерино
Микел Мерино Сасон (на испански: Mikel Merino Zazón; роден на 22 юни 1996 г. в Памплона) е испански футболист, играе като полузащитник и нападател, и се състезава за английския Арсенал.

## Клубна кариера

### Осасуна
Роден в град Памплона, автономна област Навара, Мерино се включва като юноша в отбора на КД Амиго, а после се мести в по-големия отбор от родния си град Осасуна. През сезон 2013/14 започва да играе за резервния отбор в Терцера дивисион.
На 23 август 2014 година Мерино прави своя дебют за първия отбор на Осасуна при домакинската победа с 2-0 над отбора на Барселона Б, мач от първенството на Сегунда дивисион. На 21 декември 2014 година отбелязва първия си гол за клуба при победата с 2-1 като гост над Лас Палмас.
На 31 януари 2015 година Мерино взима фланелката с номер 8 в Осасуна. Превръща се в несменяем титуляр и помага на отбора си да избегне изпадане в третото ниво на испанския футбол.
През сезон 2015/16 Мерино отбелязва четири гола в 34 участия, с които помага на Осасуна да завърши шести и да се класира за плейофи за промоция в Примера дивисион. В първия кръг на плейофите отбелязва гол при победата с 3-1 над Химнастик. На реванша вкарва още един гол при нова победа на своя отбор с 3-2.

### Борусия Дортмунд
На 15 февруари 2016 година Мерино подписва пет годишен договор с германския гранд Борусия Дортмунд, който влиза в сила от 1 юли 2016 година.

## Национален отбор
Мерино е част от Националния отбор на Испания до 19 години, който печели Европейското първенство до 19 години в Гърция. Отбелязва първия гол за отбора си в турнира при победата с 3-0 над защитаващия титлата си отбор на Германия в Лариса.

## Успехи

### Национален отбор
- Европейско първенство по футбол за юноши до 19 г.: 2015

## Личен живот
Бащата на Микел – Анхел е бивш футболист. Кариерата му също е свързана с Осасуна като футболист, и като мениджър.